# Gustav Cohn
Gustav Cohn, född 12 december 1840 i Marienwerder, död 16 september 1919 i Göttingen, var en tysk nationalekonom.
Cohn blev 1869 professor vid Polytechnikum i Riga, 1875 i Zürich och 1884 i Göttingen. Resultatet av en längre studieresa i England är hans Untersuchungen über die englische Eisenbahnpolitik (två band, 1874-75), som fortsattes med skriften Die englische Eisenbahnpolitik der letzten 10 Jahre (1883). Bland hans övriga arbeten i bokform märks System der Nationalökonomie (tre band, 1885-98) samt ett flertal samlingar av mindre uppsatser (Volkswirtschaftliche Aufsätze, 1882, Nationalökonomische Studien, 1886, Zur Geschichte und Politik des Verkehrswesens, 1900, Zur Politik des deutschen Finanz-, Verkehrs- und Verwaltungswesens, 1905). Cohn tillhörde, i likhet med de flesta dåtida tyska professorer i nationalekonomi, den katedersocialistiska riktningen och var särskilt en ivrig anhängare av statsbanesystemet.